# Confederated Tribes of Warm Springs

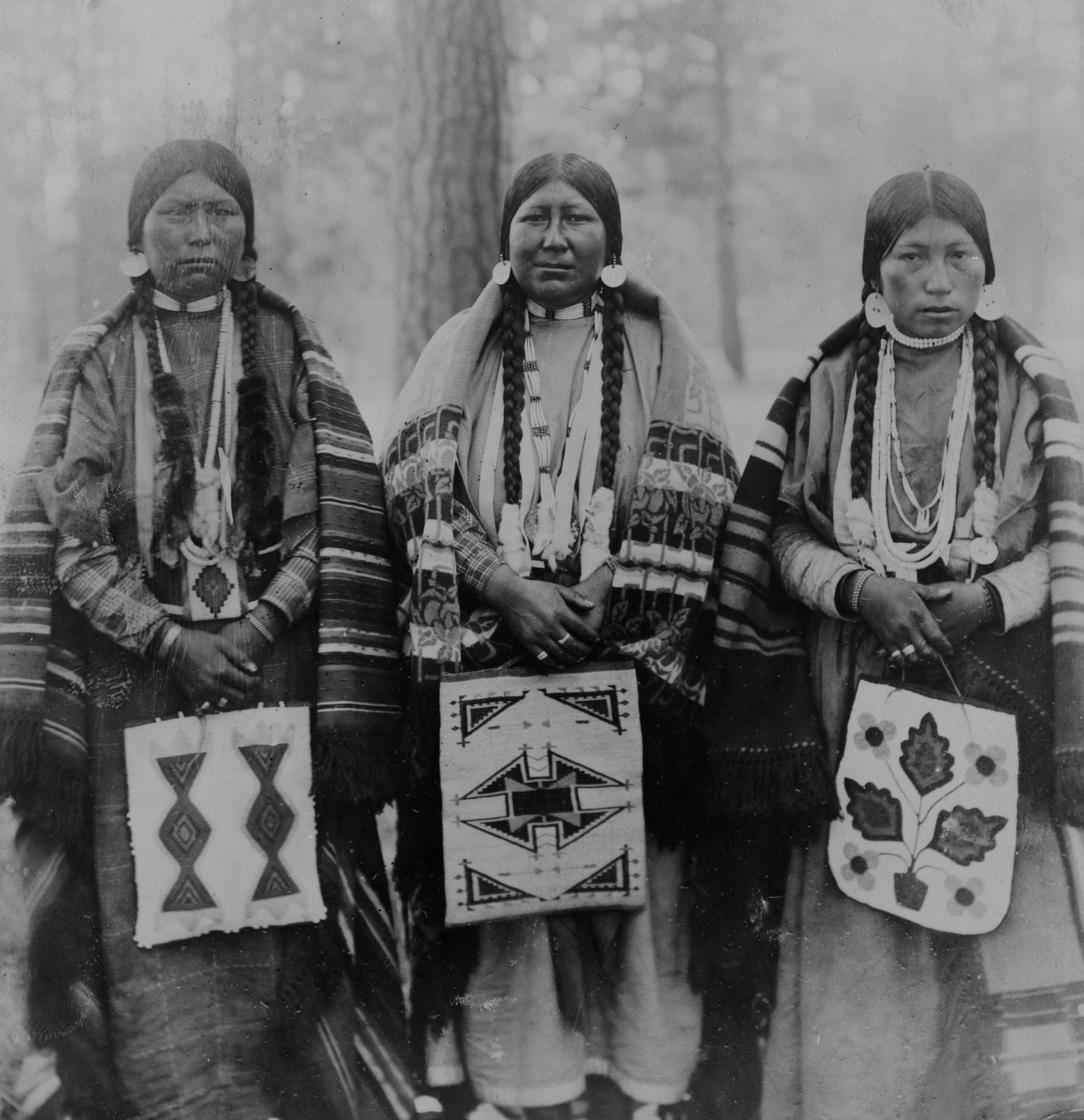
Frauen der Warm Springs Indian Reservation (1902)

Die Confederated Tribes of Warm Springs sind eine Konföderation der Stämme der American Indians, die die Warm Springs Indian Reservation im Norden des US-Bundesstaates Oregon bewohnen. Sie wird gebildet aus Gruppierungen der Wasco, der Warm Springs und der Nördlichen Paiute. Hauptort der Konföderation ist Warm Springs im Jefferson County.

## Die Stämme

### Wasco
Die Wasco siedelten ursprünglich entlang des Columbia River. Sie gehörten zu den östlichsten Sprechern des Chinook. Die Wasco lebten hauptsächlich vom Fischfang, besonders der zum Laichen den Fluss aufwärtsziehenden anadromen Fische. Andere Dinge, die sie zum Leben brauchten, wie Wild, Wurzelknollen und Kleidung, erwarben sie durch Handel mit benachbarten Stämmen.
Die folgenden Gruppierungen der Wasco waren an der Gründung des Reservats beteiligt und wurden Mitglied der Confederated Tribes of Warm Springs:
- Die Dalles Wasco oder „eigentlichen Wasco“ siedelten am Südufer des Columbia River in der Nähe der Stadt The Dalles.
- Auch die Ki-gal-twal-la siedelten am Südufer des Columbia River und werden teils mit den Dalles Wasco zusammen als gemeinsame Gruppierung angesehen.
- Die Dog River siedelten an dem damals „Dog River“ genannten Hood River, der vom Mount Hood hinunterfließt und bei der Stadt Hood River in den Columbia River mündet.

Weitere Wasco-Gruppierungen, besonders die nördlich des Columbia River siedelnden, wurden in der Yakama Indian Reservation im Bundesstaat Washington angesiedelt.

### Warm Springs
Die Warm Springs siedelten entlang Nebenflüssen des Columbia River und sprachen einen Dialekt des Sahaptin. Sie lebten auch von Fischerei, betrieben aber auch Jagd und sammelten Wurzelknollen und Beeren. Anders als die Wascoes lebten sie nicht das ganze Jahr über an einem Ort, sondern wechselten zwischen Winter- und Sommerquartieren.  Die Warm Springs hatten häufige Kontakte mit den Wascos und handelten mit ihnen.
Der Stamm der Warm Springs ist in die folgenden vier Gruppierungen unterteilt:
- Die Tinainu (Tinaynuɫáma) oder „Dalles Tenino“ hatten zwei Sommerquartiere am Südufer des Columbia River in der Nähe der Stadt The Dalles und ein Winterquartier am acht Meilen von The Dalles entfernten Eightmile Creek. (Die Bezeichnung „Tenino“ wird sowohl für diese Gruppierung alleine als auch insgesamt für den Stamm der Warm Springs verwendet, demnach werden die Dalles Tenino auch als „eigentliche Tenino“ (Tenino poroper) bezeichnet.)
- Die Wyam (Wayámɫáma) oder „Lower Deschutes“ hatten ihr Sommerquartier in der Nähe der Celilo Falls am Columbia River und ihr Winterquartier am linken Ufer des unteren Deschutes River nahe seiner Mündung in den Columbia River.
- Die Tygh (Tayxɫáma) oder „Upper Deschutes“ hatten ihr Sommerquartier am oberen Deschutes River und ihr Winterquartier in der Gegend des heutigen Ortes Tygh Valley.
- Die Dock-Spus / Tukspush (Takspasɫáma) oder „John Day“ hatten zwei Sommerquartiere am Südufer des Columbia River und zwei Winterquartiere beidseitig des Unterlaufs des John Day River.

Alle vier Gruppierungen waren an der Gründung des Reservats beteiligt und wurden Mitglied der Confederated Tribes of Warm Springs.

### Paiute
Die Nördlichen Paiute siedelten ursprünglich im Südosten Oregons, im Nordwesten Nevadas und im Nordosten Kaliforniens und sprachen eine dem Shoshoni ähnliche Sprache. Ihre Lebensweise war grundlegend verschieden von derjenigen der Warm Springs und Wasco. Ihr Lebensraum in der Hochebene brachte es mit sich, dass sie für die Jagd nach Wild über weitere Strecken umherzogen. Fisch war bei ihnen nur von geringer Bedeutung. Wegen der Sprachunterschiede gab es kaum Handelsbeziehungen zu den Wasco oder Warm Springs, gelegentlich kam es zu Kämpfen mit diesen.
Die Nördlichen Paiute waren nicht an der Gründung des Reservats beteiligt. Für sie war die Malheur Indian Reservation vorgesehen, die jedoch von den Paiute aufgrund der schlechten Lebensbedingungen nicht angenommen wurde und nach einem bewaffneten Konflikt zwischen dem US-Militär und Gruppen von Bannock und Paiute 1879 aufgelöst wurde. Daraufhin wurden Gruppen der Paiute in verschiedenen Reservaten untergebracht. Die später in der Warm Springs Indian Reservation lebenden Nördlichen Paiute stammten vorwiegend aus dem südöstlichen Oregon.

## Geschichte

### Das Reservat
Ab den 1840er Jahren kamen immer mehr Siedler aus dem Osten über den Oregon Trail in das Gebiet der Wasco und der Warm Springs. Um diesen Land zur Verfügung zu stellen, schloss Joel Palmer, der damalige Superintendent of Indian Affairs für das Oregon-Territorium, einen Vertrag mit den Oberhäuptern der oben aufgeführten Gruppierungen der Wasco und der Warm Springs. Die Stämme traten in dem Vertrag ein etwa 40.000 km² großes Gebiet südlich des Columbia River an die Vereinigten Staaten ab und erhielten dafür die etwa 2.640 km² große Warm Springs Indian Reservation zur ausschließlichen Nutzung. Außerdem behielten sich die Stämme Nutzungsrechte in den abgetretenen Gebieten vor, beispielsweise für Jagd und Fischerei.
Die Übersiedlung in das Reservat zwang die Stämme, ihre überkommenen Lebensweisen zu ändern. Der Fischfang war weniger ergiebig als am Columbia River, und das rauere Klima und die schlechteren Bodenverhältnisse erschwerten die Landwirtschaft. Zudem wurden sie durch die Assimilationspolitik gezwungen, Traditionen zugunsten eines modernen Schulwesens und moderner Produktionsmethoden aufgeben.
1879 kam erstmals eine Gruppe von Paiute in das Reservat, die ursprünglich in die Yakama Indian Reservation zwangsumgesiedelt worden waren. Weitere Gruppen folgten, so dass schließlich auch die Paiute einen festen Bestandteil der Bevölkerung des Reservats bildeten.

### Die Konföderation
1934 wurde der Indian Reorganization Act erlassen, der den American Indians die Bildung eigener Regierungen ermöglichte. Die Stämme der Warm Springs Indian Reservation schlossen sich daraufhin zu den Confederated Tribes of Warm Springs zusammen und gaben sich 1937 eine eigene Verfassung, die 1938 von dem stellvertretenden Innenminister approbiert wurde. Darin sind unter anderem die Zugehörigkeit zu den Konföderierten Stämmen sowie Zusammensetzung und Befugnisse des Stammesrates geregelt. Seitdem erfolgen mehrmals kleinere Änderungen und Anpassungen, zuletzt 1992. In einer Corporate Charter wurden die Confederated Tribes of Warm Springs ebenfalls 1938 als Korporation anerkannt.
Am 25. June 1992 verabschiedeten die Confederated Tribes of Warm Springs eine Souveränitätserklärung. Darin erklären sie ihre nationale Souveränität und dass ihnen das absolute Recht zusteht „zu regieren, unser Schicksal zu bestimmen und alle Personen, Länder, Wasser, Ressourcen und Aktivitäten zu kontrollieren, frei von jeglicher Einmischung von außen“.

## Regierung
Regiert werden die konföderierten Stämme durch einen Stammesrat, der sich aus Vertretern der drei Stämme zusammensetzt. Der Stammesrat hat elf Mitglieder, von denen drei die lebenslangen Oberhäupter der drei Stämme sind. Die acht anderen werden jeweils für drei Jahre gewählt, davon drei aus dem Simnasho District, dem Hauptsiedlungsgebiet der Wasco, drei aus dem Agency District, dem Hauptsiedlungsgebiet der Warm Springs, und zwei aus dem Seekseequa District, dem Hauptsiedlungsgebiet der Paiute.
Die Jurisdiktion der konföderierten Stämme umfasst die Warm Springs Indian Reservation, deren gesamtes Gebiet laut Verfassung unveräußerlich ist, sowie alle Gebiete, die von den Confederated Tribes of Warm Springs erworben wurden. Da die konföderierten Stämme eine personale Korporation sind, umfasst die Jurisdiktion auch alle Mitglieder der Confederated Tribes of Warm Springs.